# Leucania dharma
Leucania dharma är en fjärilsart som beskrevs av Moore 1881. Leucania dharma ingår i släktet Leucania och familjen nattflyn. Inga underarter finns listade i Catalogue of Life.